# Drapelul Franței

Drapelul național al Franței. Proporția: 2:3

Drapelul național al Franței, cunoscut și sub numele de Tricolore (Tricolor), este format din trei benzi verticale egale de culori albastru, alb și roșu (de la stânga la dreapta). A apărut pentru prima dată în timpul Revoluției franceze și a fost o combinație de culori ale stemei pariziene (roșu și albastru) și culoarea regală, alb. Se aseamănă cu steagul României, care este de culori albastru, galben și roșu.